# 海上保安学校
海上保安学校（かいじょうほあんがっこう、英語: Japan Coast Guard School）は、京都府舞鶴市に本校がある海上保安庁の文教研修施設。同庁の職員の養成を目的とする。略称は海保校、または保校。設置根拠は国土交通省組織令第二百五十四条。

## 概要

### 位置づけ
海上保安大学校が海上保安庁の幹部職員を養成する教育機関であるのに対して、本校は一般職員を養成する教育機関である。
本校の目的は、国土交通省組織令で次のように規定されている。
（海上保安学校）
第二百五十六条 海上保安学校は、海上保安庁の職員に対し、海上保安業務を遂行するに必要な知識及び技能（幹部としての職務を遂行するに必要な知識及び技能を除く。）を修得させるための教育訓練並びに海上保安業務を遂行するに必要な専門的知識又は特殊技能を修得させるための教育訓練を行うことをつかさどる。

### 学生の身分
入学資格は高校卒業もしくは卒業見込の男女。全寮制であり、コースにより1年から2年の寮生活となる。
学生は入校と同時に一般職の国家公務員として海上保安庁の職員に採用されるため、学費などは必要なく給与が支給される（2020年4月現在、行政職俸給表（一）1級5号俸で俸給月額150,600円）。このように学生に給与が支給される国土交通省所管の学校は、海上保安大学校、気象大学校、航空保安大学校などがある。防衛省所管の特別職の学校では防衛大学校、防衛医科大学校、陸上自衛隊高等工科学校などがある。
学生は卒業して海上保安官として任用されるまでは階級を持たないが、海上保安庁の職員服制では学生を職員として含めており、海上保安官と同様に肩章、胸章、袖章があり、海上保安大学校生は金モール、金ボタン、海上保安学校生は銀モール、銀ボタンなどの規定がある。

## 沿革

### 年表
- 昭和23年（1948年）5月 - 海上保安教習所（東京）、燈台官吏養成所（横浜）、水路技術官養成所（茅ヶ崎）で養成を開始。
- 昭和24年（1949年）6月 - 海上保安官の3個所での養成施設名称を「海上保安学校」に改める（昭和24年海上保安庁令第1号）。
- 昭和26年（1951年）4月 - 京都府舞鶴市に3個所の「海上保安学校」を統合（昭和24年海上保安庁令第2号）。
- 昭和26年（1951年）5月20日 - 「海上保安学校」の開校。
- 昭和27年（1952年）7月31日 - 保安庁設置による海上公安局法の公布により、「海上公安学校」を置くとされる（昭和27年法律第267号）。
- 昭和29年（1954年）7月1日 - 防衛庁設置法附則の第2項により海上公安局法の廃止（昭和29年法律第164号）。
- 昭和54年（1979年）10月 - 初の女子学生が入学[2]。
- 昭和56年（1981年）4月 - 門司分校を設置。
- 昭和63年（1988年）4月 - 宮城分校を設置。
- 平成14年（2002年）4月 - 航空課程を設置。
- 平成30年（2018年）4月12日 - 管制課程を設置[3]。
- 令和2年（2020年）4月1日 - 宮城分校北九州航空研修センターを開所[4]。

## 組織
| 総務部                                           | 総務課                   | 総務課                   |
| 総務部                                           | 人事厚生課               |                          |
| 総務部                                           | 会計課                   |                          |
| 総務部                                           | 図書課                   |                          |
| 教育訓練部                                       | 教務課                   | 教務課                   |
| 教育訓練部                                       | 学生課                   |                          |
| 教育訓練部                                       | 訓練課                   |                          |
| 教官室                                           | 航海教官                 | 航海教官                 |
| 教官室                                           | 機関教官                 |                          |
| 教官室                                           | 主計教官                 |                          |
| 教官室                                           | 航空教官                 |                          |
| 教官室                                           | 情報通信教官             |                          |
| 教官室                                           | 航行援助教官             |                          |
| 教官室                                           | 管制教官                 |                          |
| 教官室                                           | 海洋科学教官             |                          |
| 教官室                                           | 一般教養教官             |                          |
| 教官室                                           | 警備救難教官             |                          |
| 教官室                                           | 小型船舶操縦教官         |                          |
| 練習船                                           | みうら（PL22）災害対応型 | みうら（PL22）災害対応型 |
| 門司分校                                         | 総務課                   | 総務課                   |
| 門司分校                                         | 教務課                   |                          |
| 宮城分校                                         | 北九州航空研修センター   | 北九州航空研修センター   |
| 学術情報センター （センター長） （副センター長） | 主任システム管理官       | システム管理官           |
| 学術情報センター （センター長） （副センター長） | 主任デジタル教育推進官   | デジタル教育推進官       |
| 学術情報センター （センター長） （副センター長） | 主任学術情報官           | 学術情報官               |

## 課程
海上保安学校には船舶運航システム課程、航空課程、情報システム課程、管制課程、海洋科学課程の五つの課程がある。

### 船舶運航システム課程
海上保安官として巡視船に乗組むための教育を行う課程。期間は1年で、航海、機関、主計、整備のコースがある。2025年4月より通信コースを新設し、整備コースは航空整備コースに改称され課程名称も一般課程に改められる。
航海コース
巡視船等の運航を担当する海上保安官を育てるコースである。船舶運航に必要な知識を中心に、警備救難業務や武道などを修得する。また、以下の資格が取得可能。
五級海技士（航海）筆記免除
四級海技士（航海）筆記
第一級海上特殊無線技士
第二級陸上特殊無線技士
一級小型船舶操縦士
- カリキュラム - 航海、運用、海事法、海象・気象、通信運用（全課程共通科目）、基礎教養（法学概要、国際法 、海上保安業務概要等）、基礎英語、業務英語 (Ⅰ)、情報処理 (Ⅰ)、小型船舶操縦、体育・基本動作、乗船実習、統合実習（船舶運航システム課程、航空課程、情報システム課程共通科目）、刑法 、刑事訴訟法 、海上警察、海上環境、航行安全、救難防災、主計、訓練、業務英語 (Ⅱ)、業務英語(Ⅲ)

機関コース
巡視船等の機関運転・整備を担当する海上保安官を育てるコースである。船舶の機関、電気機器等に関する知識を中心に、警備救難業務や武道などを学べる。また、以下の資格が取得可能。
内燃機関五級海技士（機関）筆記免除
内燃機関四級海技士（機関）筆記
第一級海上特殊無線技士
第二級陸上特殊無線技士
一級小型船舶操縦士
- カリキュラム - 機関、電気機器、海事法、通信運用（全課程共通科目）、基礎教養（法学概要、国際法、海上保安業務概要等）、基礎英語、業務英語(Ⅰ)、情報処理 (Ⅰ)、小型船舶操縦、体育・基本動作、乗船実習、統合実習（船舶運航システム課程、航空課程、情報システム課程共通科目）、刑法、刑事訴訟法、海上警察、海上環境、航行安全、救難防災、主計、訓練、業務英語(Ⅱ)、業務英語(Ⅲ)

主計コース
巡視船等において経理や調理を担当する海上保安官を育てるコースである。調理技術、総務、経理補給、船舶衛生等を中心に、警備救難業務や武道などを修得する。また、以下の資格が取得可能。
船舶料理士※
衛生管理者（船員法による）※
第一級海上特殊無線技士
第二級陸上特殊無線技士
一級小型船舶操縦士
※卒業後年齢条件を満たす必要あり。
- カリキュラム - 主計（総務・経理補給・船舶衛生）調理、通信運用（全課程共通科目）、基礎教養（法学概要、国際法、海上保安業務概要等）、基礎英語、英語 (Ⅰ)、情報処理 (Ⅰ)、小型船舶操縦、体育・基本動作、乗船実習、統合実習（船舶運航システム課程、航空課程、情報システム課程共通科目）、刑法、刑事訴訟法、海上警察、海上環境、航行安全、救難防災、主計、訓練、英語 (Ⅱ)

### 航空課程
海上保安庁の航空機の運航を担当する海上保安官になるための基礎教養を習得する課程。期間は1年。飛行士となるために必要な数学、物理、英語等を中心に、警備救難業務や武道などを学ぶ。ここでの基礎教養を修了した後は、航空基地飛行員となり、ヘリコプターの要員は、海上保安学校宮城分校（1.5年）の実用機による研修に進む。固定翼練習機を保有していなかったため、2019年までは海上自衛隊小月教育航空群に研修を委託していた（2.5年）。
- カリキュラム - 数学、物理、海象・気象、船舶概要、航空通信運用海上航空業務（全課程共通科目）、基礎教養（法学概要、国際法、海上保安業務概要等）、英語 (I)、情報処理 (I)、小型船舶操縦、体育・基本動作、乗船実習、統合実習（船舶運航システム課程、航空課程、情報システム課程共通科目）、刑法、刑事訴訟法、海上警察、海上環境、航行安全、救難防災、主計、訓練、英語 (II)

### 情報システム課程
通信機器の運用・管理と船舶の安全航行に必要な情報を提供する航行援助システムの管理運営を行う海上保安官を育てる課程。通信機器及び航行援助システムの運用・保守に必要な知識、技能を学ぶとともに、警備救難業務や武道などを学ぶ。期間は2年。一般課程通信コースの新設に伴い、2024年度の入校生を最後に廃止される。
- カリキュラム - 数学、物理、電気通信、情報通信、情報処理 (II)、通信実験、航行援助システム、海上交通、電気機器（全課程共通科目）、基礎教養（法学概要、国際法、海上保安業務概要等）、英語 (I)、情報処理 (I)、小型船舶操縦、体育・基本動作、乗船実習、統合実習（船舶運航システム課程、航空課程、情報システム課程共通科目）、刑法、刑事訴訟法、海上警察、海上環境、航行安全、救難防災、主計、訓練、英語 (II)

### 管制課程
運用管制官として船舶の運用管制業務を担う海上保安官を育成する課程で、期間は2年。

### 海洋科学課程
航海の安全を確保するために必要なさまざまな海洋データを収集・解析し、提供する海上保安官を育てる課程。期間は1年。海洋の科学的資料の収集、解析に必要な知識、技能を学ぶ。
- カリキュラム - （全課程共通科目）基礎教養（法学概要、国際法、海上保安業務概要等）、英語 (I)、情報処理 (I)、小型船舶操縦、体育・基本動作、乗船実習、統合実習、数学、基礎科学、海上安全業務、情報処理 (II)、海象、気象、天文、水路業務管理、測量、図誌・印刷、通信運用

## 所在地
- 京都府舞鶴市字長浜2001番地

## 分校
校務の一部を分掌させるため、下記分校が設置されている。
門司分校
1981年、廃校となった門司海員学校の施設を引き継ぐ形で設立
船艇職員を養成するための施設であり、海技士資格を有する者を一般採用
所在地
福岡県北九州市門司区白野江3-3-1
宮城分校
1988年10月に設立
航空機職員3科（飛行・整備科・通信科）にそれぞれ必要な国家資格と技術を習得するとともに、海上保安学校航空課程卒業者の訓練及び資格取得の課程など、航空業務に関する広範な課程が設けられている。
仙台空港内にある第二管区海上保安本部仙台航空基地に隣接しており、練習機の整備など支援を受けている。
所在地
宮城県岩沼市下野郷字北長沼4
宮城分校北九州航空研修センター
2020年4月に開所
固定翼の操縦士を養成するため、宮城分校の下部組織として北九州空港内に設置された。
練習機としてセスナ 172Sのディーゼルエンジン搭載モデル「ターボ・スカイホークJT-A」を5機導入しており、2年間の課程で事業用操縦士の免許を取得する。
第七管区海上保安本部北九州航空基地に隣接しており、練習機の整備など支援を受けている。